# Johann Nikolaus von Hontheim
Johann Nikolaus von Hontheim, álnevén Justinus Febronius (1701. január 27. – 1790. szeptember 2.) német érseki helynök, történész és teológus, a febronianizmus  mozgalmának alapítója.
Álnév alatt 1763-ban adta ki fő egyházjogi művét: De statu ecclesiae et legitima potestate Romani Pontificis, amelyben a gallikanizmus és az episzkopalizmus szellemében támadta a római pápát. Kifejtette, hogy a pápa primátusa csak tiszteletbeli, az egyetemes zsinat a pápa felett áll, a püspököknek az egyházmegyéjükben korlátlan hatalmuk van, bár a pápával egységben kell lenniük. Az egyház megújításának útja az ősegyház rendjéhez való visszatérés, a pápa és a kúria bitorolt jogait, mellyel a világi dolgokba avatkoznak, fel kell számolni.
Művét több nyelvre lefordították, de a következő évben a pápa elítélte, Rómában elégették a könyvét és indexre tették. Miután rájöttek hogy ő a mű szerzője, Róma és püspöktársai nyomására visszavonta tanait, de a hatást, amelyet a latin országokban is népszerűvé váló könyv kiváltott, nem lehetett semmissé tenni. A febronianizmus eszméinek befogadására fogékonynak mutatkozott egy sor fejedelem is; a német érsekek a Róma-ellenes egyházpolitika hangadóivá lettek.

## Élete
1701-ben Trierben született, egy nemesi családban. 
Tanulmányait a jezsuita trieri, louvaini és leideni egyetemeken végezte és 1724-ben megkapta jogtudományi doktor címet.
1728-ban pappá szentelték, majd 1732-ben a trieri egyetem professzora lett.
1748-ban segédpüspök lett, 1778-ig helynök.
1763-ban álnéven tette közzé művét, 1778-ban a fenyegetésekre visszavonta a tanítását.
Életének tíz utolsó évét elsősorban a montquintini birtokán töltötte a belga Luxemburgban. Ott halt meg 1790-ben.

## Művei
- 1763: De statu ecclesiae et legitima potestate Romani Pontificis
- 1781: Febronii commentarius in suam retractationem (Febronius kommentálja visszavonását)
- Justinus Febronius abbreviatus et emendatus

### Magyarul
- Febronius: Ultramontanismus és nemzeti állam; Grill, Bp., 1891